# Picota (tỉnh)
Tỉnh Picota (tiếng Tây Ban Nha: Provincia de Picota) là một tỉnh thuộc vùng San Martín của Peru. Tỉnh Picota có diện tích 2171 kilômét vuông, dân số thời điểm theo điều tra dân số ngày 11 tháng 7 năm 1993 là 26955 người. Tỉnh lỵ đóng ở Picota.